# Copa Brasil de Voleibol Masculino de 2016
A Copa Brasil de Voleibol Masculino de 2016 foi a quarta edição desta competição organizada pela Confederação Brasileira de Voleibol através da Unidade de Competições Nacionais. Participaram do torneio nove equipes provenientes de três estados brasileiros: São Paulo, Minas Gerais e Rio Grande do Sul. A fase final do torneio foi realizada no Ginásio do Taquaral, em Campinas, São Paulo.

## Regulamento
Classificaram-se para a disputa da Copa Brasil de 2015 o BVC Campinas, como representante da sede, e as nove melhores equipes do primeiro turno da fase classificatória da Superliga Série A 2015/2016 (excetuando-se a equipe campineira). O torneio foi disputado em sistema de eliminatória simples, em jogos únicos, dividido em quatro fases: classificatória, quartas-de-final, semifinais e final.
Na fase classificatória, as equipes que ficaram entre a quinta e a décima colocação fizeram um cruzamento olímpico: (A) 5º x 10º, (B) 6º x 9º e (C) 7º x 8º. As equipes vencedoras dessas partidas passaram às quartas-de-final, cujos cruzamentos find: (1) 1º x vencedor de C, (2) 2º x vencedor de B e (3) 4º x vencedor de A.
Os três times vitoriosos passaram às semifinais unindo-se ao BVC Campinas, nas quais o anfitrião enfrentou o vencedor do jogo 3 das quartas-de-final e as equipes vitoriosas dos jogos 1 e 2 confrontaram-se na outra partida. Os jogos da fase classificatória e quartas-de-final foram jogados com mando dos melhores clubes após o primeiro turno da Superliga 14/15. Já as semifinais e a final foram realizadas no Ginásio do Taquaral, Campinas (SP).

## Equipes participantes
| Equipe              | Cidade              | Ginásio             | Capacidade | Posição no primeiro turno de 2015/16 | Bento Gonçalves 4 Canoas 6 Montes Claros 5 3 1 2 Novo Hamburgo São Paulo: 1: São Paulo 2: Campinas 3: São José dos Campos 4: Taubaté Minas Gerais: 5: Contagem 6: Belo HorizonteCopa Brasil de Voleibol Masculino de 2016 (Brasil) |
| ------------------- | ------------------- | ------------------- | ---------- | ------------------------------------ | --- |
| Bento Vôlei/Isabela | Bento Gonçalves     | Municipal           | 5 000      | 8º                                   | Bento Gonçalves 4 Canoas 6 Montes Claros 5 3 1 2 Novo Hamburgo São Paulo: 1: São Paulo 2: Campinas 3: São José dos Campos 4: Taubaté Minas Gerais: 5: Contagem 6: Belo HorizonteCopa Brasil de Voleibol Masculino de 2016 (Brasil) |
| FUNVIC Taubaté      | Taubaté             | Abaeté              | 3 000      | 2º                                   | Bento Gonçalves 4 Canoas 6 Montes Claros 5 3 1 2 Novo Hamburgo São Paulo: 1: São Paulo 2: Campinas 3: São José dos Campos 4: Taubaté Minas Gerais: 5: Contagem 6: Belo HorizonteCopa Brasil de Voleibol Masculino de 2016 (Brasil) |
| Lebes/Gedore/Canoas | Canoas              | La Salle            | 1 200      | 7º                                   | Bento Gonçalves 4 Canoas 6 Montes Claros 5 3 1 2 Novo Hamburgo São Paulo: 1: São Paulo 2: Campinas 3: São José dos Campos 4: Taubaté Minas Gerais: 5: Contagem 6: Belo HorizonteCopa Brasil de Voleibol Masculino de 2016 (Brasil) |
| Minas Tênis Clube   | Belo Horizonte      | Arena JK            | 3 650      | 5º                                   | Bento Gonçalves 4 Canoas 6 Montes Claros 5 3 1 2 Novo Hamburgo São Paulo: 1: São Paulo 2: Campinas 3: São José dos Campos 4: Taubaté Minas Gerais: 5: Contagem 6: Belo HorizonteCopa Brasil de Voleibol Masculino de 2016 (Brasil) |
| Montes Claros Vôlei | Montes Claros       | Tancredo Neves      | 5 000      | 6º                                   | Bento Gonçalves 4 Canoas 6 Montes Claros 5 3 1 2 Novo Hamburgo São Paulo: 1: São Paulo 2: Campinas 3: São José dos Campos 4: Taubaté Minas Gerais: 5: Contagem 6: Belo HorizonteCopa Brasil de Voleibol Masculino de 2016 (Brasil) |
| Sada Cruzeiro Vôlei | Contagem            | Riacho              | 2 000      | 1º                                   | Bento Gonçalves 4 Canoas 6 Montes Claros 5 3 1 2 Novo Hamburgo São Paulo: 1: São Paulo 2: Campinas 3: São José dos Campos 4: Taubaté Minas Gerais: 5: Contagem 6: Belo HorizonteCopa Brasil de Voleibol Masculino de 2016 (Brasil) |
| São José dos Campos | São José dos Campos | Tênis Clube         | 1 500      | 10º                                  | Bento Gonçalves 4 Canoas 6 Montes Claros 5 3 1 2 Novo Hamburgo São Paulo: 1: São Paulo 2: Campinas 3: São José dos Campos 4: Taubaté Minas Gerais: 5: Contagem 6: Belo HorizonteCopa Brasil de Voleibol Masculino de 2016 (Brasil) |
| Sesi-SP             | São Paulo           | Vila Leopoldina     | 800        | 3º                                   | Bento Gonçalves 4 Canoas 6 Montes Claros 5 3 1 2 Novo Hamburgo São Paulo: 1: São Paulo 2: Campinas 3: São José dos Campos 4: Taubaté Minas Gerais: 5: Contagem 6: Belo HorizonteCopa Brasil de Voleibol Masculino de 2016 (Brasil) |
| BVC / Vôlei Renata  | Campinas            | Taquaral            | 2 600      | 4º                                   | Bento Gonçalves 4 Canoas 6 Montes Claros 5 3 1 2 Novo Hamburgo São Paulo: 1: São Paulo 2: Campinas 3: São José dos Campos 4: Taubaté Minas Gerais: 5: Contagem 6: Belo HorizonteCopa Brasil de Voleibol Masculino de 2016 (Brasil) |
| Voleisul/Paquetá    | Novo Hamburgo       | Sociedade Ginástica | 2 300      | 9º                                   | Bento Gonçalves 4 Canoas 6 Montes Claros 5 3 1 2 Novo Hamburgo São Paulo: 1: São Paulo 2: Campinas 3: São José dos Campos 4: Taubaté Minas Gerais: 5: Contagem 6: Belo HorizonteCopa Brasil de Voleibol Masculino de 2016 (Brasil) |

## Resultados
|  | Classificatória | Classificatória           | Classificatória |  |  | Quartas-de-finais | Quartas-de-finais         | Quartas-de-finais |  |  | Semifinais | Semifinais                | Semifinais |  |  | Final | Final               | Final |
|  |                 |                           |                 |  |  |                   |                           |                   |  |  |            |                           |            |  |  |       |                     |       |
|  |                 |                           |                 |  |  | 1º                | Sada Cruzeiro Vôlei       | 3                 |  |  |            |                           |            |  |  |       |                     |       |
|  | 7º              | Lebes/Gedore/Canoas       | 3               |  |  | 7º                | Lebes/Gedore/Canoas       | 0                 |  |  |            |                           |            |  |  |       |                     |       |
|  | 8º              | Bento Vôlei/Isabela       | 2               |  |  |                   |                           |                   |  |  | '          | Sada Cruzeiro Vôlei       | 3          |  |  |       |                     |       |
|  |                 |                           |                 |  |  |                   |                           |                   |  |  | '          | Sesi-SP                   | 2          |  |  |       |                     |       |
|  |                 |                           |                 |  |  | 2º                | FUNVIC/Taubaté            | 0                 |  |  |            |                           |            |  |  | '     | Sada Cruzeiro Vôlei | 3     |
|  | 6º              | Montes Claros Vôlei       | 2               |  |  | 9º                | Voleisul/Paquetá Esportes | 3                 |  |  |            |                           |            |  |  | '     | Vôlei Renata        | 1     |
|  | 9º              | Voleisul/Paquetá Esportes | 3               |  |  |                   |                           |                   |  |  | 4º         | Vôlei Renata              | 3          |  |  |       |                     |       |
|  |                 |                           |                 |  |  |                   |                           |                   |  |  | '          | Voleisul/Paquetá Esportes | 1          |  |  |       |                     |       |
|  |                 |                           |                 |  |  | 3º                | Sesi-SP                   | 3                 |  |  |            |                           |            |  |  |       |                     |       |
|  | 5º              | Minas Tênis Clube         | 0               |  |  | 10º               | São José dos Campos       | 0                 |  |  |            |                           |            |  |  |       |                     |       |
|  | 10º             | São José dos Campos       | 3               |  |  |                   |                           |                   |  |  |            |                           |            |  |  |       |                     |       |

### Fase classificatória
| 6 de janeiro 19:30 | Lebes/Gedore/Canoas | 3 — 2                         | Bento Vôlei/Isabela | Ginásio Poliesportivo La Salle, Canoas Árbitro(s): RS Alex Hennemann RS Fabiano Bastiani |
| 6 de janeiro 19:30 | 24 15 25 27 15      | Set 1 Set 2 Set 3 Set 4 Set 5 | 26 25 21 25 12      | Ginásio Poliesportivo La Salle, Canoas Árbitro(s): RS Alex Hennemann RS Fabiano Bastiani |

| 6 de janeiro 19:30 | Montes Claros Vôlei | 2 — 3                         | Voleisul/Paquetá Esportes | Ginásio Poliesportivo Tancredo Neves, Montes Claros Árbitro(s): MG Gustavo Rodolfo Costa MG Andreza Nogueira Mesquita |
| 6 de janeiro 19:30 | 23 25 26 13         | Set 1 Set 2 Set 3 Set 4 Set 5 | 25 20 23 28 15            | Ginásio Poliesportivo Tancredo Neves, Montes Claros Árbitro(s): MG Gustavo Rodolfo Costa MG Andreza Nogueira Mesquita |

| 6 de janeiro 19:30 | Minas Tênis Clube | 0 — 3             | São José dos Campos | Arena Juscelino Kubitschek, Belo Horizonte Árbitro(s): MG Anderson Caçador MG Marcos Salles |
| 6 de janeiro 19:30 | 20 21             | Set 1 Set 2 Set 3 | 25                  | Arena Juscelino Kubitschek, Belo Horizonte Árbitro(s): MG Anderson Caçador MG Marcos Salles |

### Fase classificatória (quartas de final)
| 13 de janeiro de 2016 | Sada Cruzeiro Vôlei | 3 — 0             | Lebes/Gedore/Canoas | Ginásio Poliesportivo do Riacho, Contagem Árbitro(s): ND |
| 13 de janeiro de 2016 | 25                  | Set 1 Set 2 Set 3 | 18 15 14            | Ginásio Poliesportivo do Riacho, Contagem Árbitro(s): ND |

| 13 de janeiro de 2016 | FUNVIC/Taubaté | 0 — 3             | Voleisul/Paquetá Esportes | Ginásio do Abaeté, Taubaté Árbitro(s): ND |
| 13 de janeiro de 2016 | 23 22 23       | Set 1 Set 2 Set 3 | 25                        | Ginásio do Abaeté, Taubaté Árbitro(s): ND |

| 13 de janeiro de 2016 | Sesi-SP | 3 — 0             | São José dos Campos | Ginásio da Vila Leopoldina, São Paulo Árbitro(s): ND |
| 13 de janeiro de 2016 | 25      | Set 1 Set 2 Set 3 | 22 18 21            | Ginásio da Vila Leopoldina, São Paulo Árbitro(s): ND |

### Semifinal
| 21 de janeiro | Sada Cruzeiro Vôlei | 3 — 2                         | Sesi-SP        | Ginásio do Taquaral, Campinas Árbitro(s): ND |
| 21 de janeiro | 25 21 26 15         | Set 1 Set 2 Set 3 Set 4 Set 5 | 22 18 25 28 12 | Ginásio do Taquaral, Campinas Árbitro(s): ND |

| 21 de janeiro | Voleisul/Paquetá Esportes | 1 — 3                   | Vôlei Renata | Ginásio do Taquaral, Campinas Árbitro(s): ND |
| 21 de janeiro | 21 22 25 22               | Set 1 Set 2 Set 3 Set 4 | 25 22 25     | Ginásio do Taquaral, Campinas Árbitro(s): ND |

### Final
| 23 de janeiro | Sada Cruzeiro Vôlei | 3 — 1                   | Vôlei Renata | Ginásio do Taquaral, Campinas Árbitro(s): ND |
| 23 de janeiro | 24 25               | Set 1 Set 2 Set 3 Set 4 | 26 16 21 20  | Ginásio do Taquaral, Campinas Árbitro(s): ND |

## Classificação final
|  |                                    |
|  | Campeão                            |
|  | Vice campeão                       |
|  | Eliminados na semifinal            |
|  | Eliminados nas quartas de final    |
|  | Eliminados na fase classificatória |

|     |                           |     | Jogos | Jogos | Jogos | Resultados | Resultados | Resultados | Resultados | Resultados | Resultados | Sets | Sets | Sets  | Pontos | Pontos | Pontos |
| Pos | Equipe                    | Pts | T     | V     | D     | 3–0        | 3–1        | 3–2        | 2–3        | 1–3        | 0–3        | V    | P    | R     | V      | P      | R      |
| --- | ------------------------- | --- | ----- | ----- | ----- | ---------- | ---------- | ---------- | ---------- | ---------- | ---------- | ---- | ---- | ----- | ------ | ------ | ------ |
| 1   | Sada Cruzeiro Vôlei       | 8   | 3     | 3     | 0     | 1          | 1          | 1          | 0          | 0          | 0          | 9    | 3    | 3,000 | 286    | 235    | 1.217  |
| 2   | Vôlei Renata              | 3   | 2     | 1     | 1     | 0          | 1          | 0          | 0          | 1          | 0          | 4    | 4    | 1,000 | 180    | 189    | 0.952  |
| 3   | Sesi-SP                   | 4   | 2     | 1     | 1     | 1          | 0          | 0          | 1          | 0          | 0          | 5    | 3    | 1.667 | 190    | 173    | 1.098  |
| 4   | Voleisul/Paquetá Esportes | 3   | 2     | 1     | 1     | 1          | 0          | 0          | 0          | 1          | 0          | 4    | 3    | 1.333 | 165    | 165    | 1,000  |
| 5   | São José dos Campos       | 3   | 2     | 1     | 1     | 1          | 0          | 0          | 0          | 0          | 1          | 3    | 3    | 1,000 | 136    | 136    | 1,000  |
| 6   | Lebes/Gedore/Canoas       | 2   | 2     | 1     | 1     | 0          | 0          | 1          | 0          | 0          | 1          | 3    | 5    | 0.600 | 153    | 184    | 0.832  |
| 7   | FUNVIC/Taubaté            | 0   | 1     | 0     | 1     | 0          | 0          | 0          | 0          | 0          | 1          | 0    | 3    | 0,000 | 68     | 75     | 0.907  |
| 8   | Montes Claros Vôlei       | 1   | 1     | 0     | 1     | 0          | 0          | 0          | 1          | 0          | 0          | 2    | 3    | 0.667 | 112    | 111    | 1.009  |
| 9   | Bento Vôlei/Isabela       | 1   | 1     | 0     | 1     | 0          | 0          | 0          | 1          | 0          | 0          | 2    | 3    | 0.667 | 99     | 106    | 0.934  |
| 10  | Minas Tênis Clube         | 0   | 1     | 0     | 1     | 0          | 0          | 0          | 0          | 0          | 1          | 0    | 3    | 0,000 | 61     | 75     | 0.813  |

## Premiação
| Copa Brasil de 2016                     |
| Minas Gerais                            |
| --------------------------------------- |
| Sada Cruzeiro Vôlei Campeão (2º título) |